# Xinès crestat nan

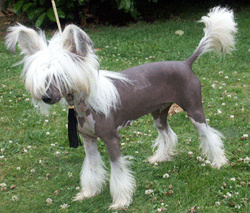
Crestat Xinès

El Crestat Xinès és una raça de gos sense pèl de companyia de mida petita (entre 5 i 7 kg).
Com la major part de les races de gos sense pèl, el crestat xinès té dues varietats, amb pèl o sense, conegudes en anglès com Hairless (sense pèl) i Powderpuff (amb pèl).

## Descripció
D'entrada, les varietats sense pèl i Powderpuff semblen ser dues races diferents, però la calvície és un gen dominant incomplet en una única raça. Qui no té pèl té la pell suau, com la humana i conserva flocs a les potes (mitjons) i al cap (cresta). A més de ser un gen dominant incomplet, el gen sense pèl té un efecte prenatal letal, l'homocigotisme. Els zigots afectats amb doble gen sense pèl (un de cada quatre), no arriben a viure i es reabsorbeixen, de manera que tots els crestats vius són heterocigòtics.

## Història

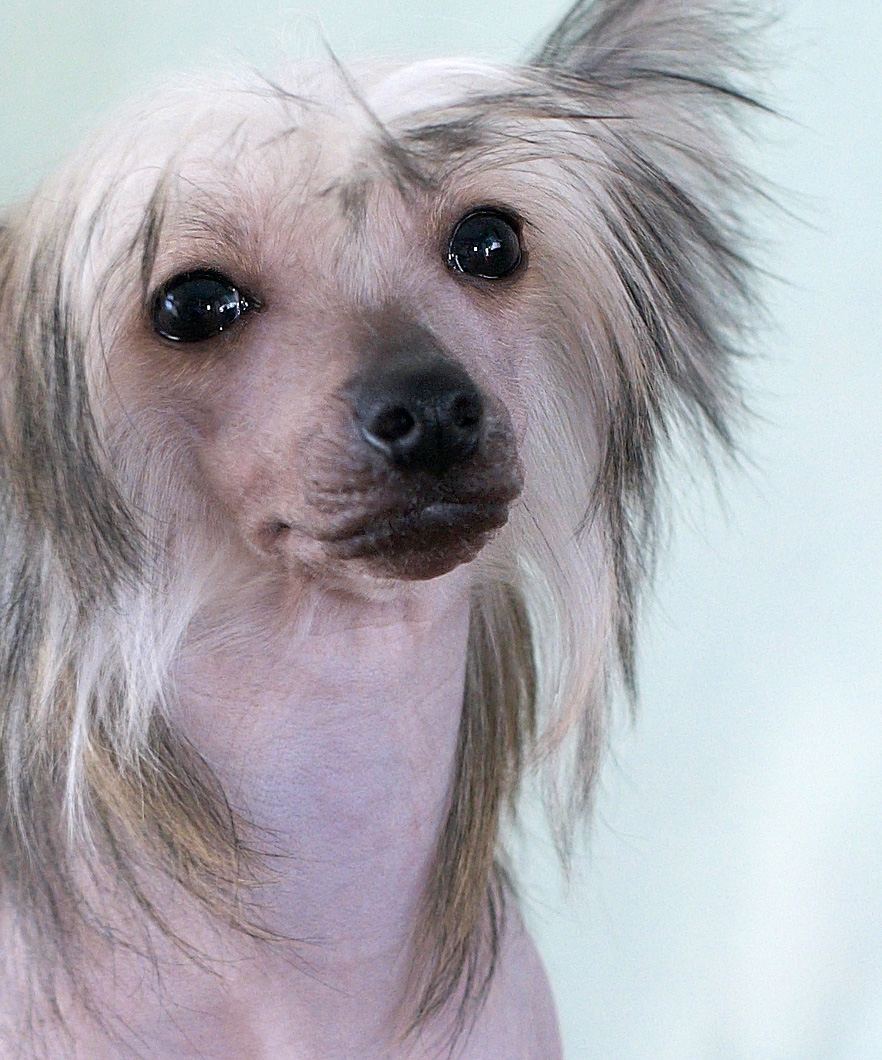
Cara d'un Crestat Xinès

No hi ha res realment clar en la història de la raça Crestat Xinès. L'únic que es pot afirmar amb seguretat és que, com les altres races "nues" i algunes races "primitives", procedeix del Canis africanus i no del Canis comunis, del qual procedeixen la majoria de les races de gossos domèstics que coneixem.
El nom té una raó lògica i evident en el que a "crestat" es refereix; podem dir que tenen cresta al cap. Però l'origen xinès és una cosa casual.
Les races nues que es coneixen semblen procedir totes d'Amèrica Llatina. Els més coneguts i reconeguts per la FCI són el Xoloitzcuintle mexicà i el Gos sense pèl del Perú, tots dos amb les varietats genètiques del Crestat Xinès: es presenten en les dues varietats: nu i amb pèl.
Fins fa relativament molt poc temps, la varietat amb pèl (Powderpuff) no es podia presentar en competicions de bellesa, encara que sempre es va usar i se segueix usant per a la cria i millora de la raça.
Actualment ambdues varietats estan igualment reconegudes i valorades tant en la cria com en l'exposició, competeixen juntes en la immensa majoria dels països, nus i amb pèl neixen en la mateixa ventrada i, excepte en el mantell tenen el mateix estàndard, així que és lògic que competeixin com una única raça que és el que són.